# Bastiaan Jozias Korstanje
Bastiaan Jozias Korstanje (Yerseke, 17 augustus 1918 – aldaar, 23 november 1985) was een Nederlands politicus van de PvdA.
Hij was werkzaam als ambtenaar bij de gemeente Reimerswaal, maar is ook lid geweest van de Zeeuwse Provinciale Staten, voor hij in december 1974 benoemd werd tot burgemeester van de gemeenten Vierpolders en Zwartewaal. Die gemeenten gingen op 1 januari 1980 op in de gemeente Brielle. Vanaf november 1979 was Korstanje waarnemend burgemeester van Klaaswaal. Op 1 januari 1984 fuseerde die gemeente met Numansdorp tot de gemeente Cromstrijen waarmee zijn functie kwam te vervallen. Bijna twee jaar later overleed Korstanje op 67-jarige leeftijd.